# Красне (Славський район)
Красне (рос. Красное) — селище Славського району, Калінінградської області Росії. Входить до складу Большаковського сільського поселення.
Населення —  261 особа (2015 рік). 

## Населення
| 2002 | 2010 |
| ---- | ---- |
| 297  | ↘261 |